# Cytharomorula
Cytharomorula is een geslacht van weekdieren uit de klasse van de Gastropoda (slakken).

## Soorten
- Cytharomorula ambonensis (Houart, 1996)
- Cytharomorula benedicta (Melvill & Standen, 1895)
- Cytharomorula danigoi Houart, 1995
- Cytharomorula dollfusi (Lamy, 1938)
- Cytharomorula grayi (Dall, 1889)
- Cytharomorula lefevreiana (Tapparone Canefri, 1880)
- Cytharomorula paucimaculata (G. B. Sowerby III, 1903)
- Cytharomorula pinguis Houart, 1995
- Cytharomorula springsteeni Houart, 1995
- Cytharomorula vexillum Kuroda, 1953